# Citrus khasya
Citrus khasya, es un árbol o arbusto perteneciente al género Citrus, dentro de la familia de las rutáceas. Es endémico de Sikkim (India).

## Distribución y hábitat
Su área de distribución nativa es y crece principalmente en el bioma tropical húmedo.

## Taxonomía
Citrus khasya fue descrito por el botánico Markovitch y publicada por primera vez en la revista científica Trudy po Prikladnoj Botanike 24 (4): 434, 439 (publicado en 1929-1930).

Etimología
- Citrus: nombre genérico que proviene del latín citrus, que se refiere a los árboles y arbustos que producen frutas cítricas, como limones, naranjas y limas. El término citrus tiene sus raíces en el griego antiguo κίτρον (kítron), que significa 'cítricos' o 'fruto de cítricos'
- khasya: epíteto geográfico que hace referencia a la región de Khasi, en la India, donde esta especie es nativa.[3]